# Wissensmanagementsystem
Ein Wissensmanagementsystem (englisch Knowledge Management System, kurz KMS) ist ein Informations- und Kommunikationssystem im Sinne eines Anwendungssystems oder einer IKT-Plattform. Das System kombiniert und integriert verschiedene Funktionen für den strukturierten und kontextualisierten Umgang mit explizitem und implizitem Wissen sowie für organisationsinternes und -externes Wissen. Damit werden Netzwerke und Wissenslebenszyklen organisationsweit oder für jenen Teil der Organisation unterstützt, der von einer Wissensmanagement-Initiative fokussiert wird (Maier 2007).
Das gesamte Wissen einer Organisation wird dabei so verstanden, dass Daten und Informationen in Rechnern, auf Papier oder in den Köpfen der Mitarbeiter vorhanden sind, die zum Gesamtwissen der Organisation gehören und allen anderen Mitarbeitern zur Verfügung gestellt werden sollten. Der Fokus liegt dabei auf der geeigneten Präsentation von Wissen im Unterschied zu reinen Daten oder Einzelinformationen.
Derartige Systeme haben ihren Ursprung in großen Beratungsunternehmen, die ein Interesse daran haben, nicht für jeden Kunden und jedes neue Projekt das „Rad neu erfinden zu müssen“. Seitdem sind derartige Systeme in fast jeden Industriezweig eingedrungen.

## Klassifikation von Wissensmanagementsystemen
- integrative Wissensmanagementsysteme
- interaktive Wissensmanagementsysteme

## Architektur von Wissensmanagementsystemen

### Architekturmodell nach Maier (2004)
- Zugangsdienste: Integration in Arbeitsumfeld, Transformation für diverse Applikationen und Geräte
- Personalisierungsdienste: Person, Prozess, Projekt- oder Rollenorientierte Portale
- Wissensdienste
  - entdecken: suchen, visualisieren, navigieren
  - publizieren: strukturieren, kontextualisieren
  - Collaboration: Kompetenzmanagement, Community Spaces
  - Learning: Kurse erstellen, verwalten, Tutoring
- Integrationsdienste: Teilnehmerintegration (identity management), semantische Integration (ontologies semantic web), Funktions- und Prozessintegration (Web Services, Orchestration)
- Infrastrukturdienste: Dienste für die Speicherung, Zugriff, Nachrichtenaustausch und Sicherheit
- Quellen: Intranet/Extranet, DMS-Dokumente und Dateien aus Office-Systemen, Dateien aus RDBMS, TPS, Data Warehouses, Personal Information Management, Inhalte aus Internet, WWW, Newsgroups, Daten aus externen Online-DB

### Architekturmodell nach Dilz und Kalisch (2004)
- Schnittstellen: Knowledge-Portal
- Anwendungen: E-Learning, Skill-Management, Cognitive Process Support, Knowledge Mapping, Community, Collaboration, Best Practice Applications etc.
- Dienste: Collaboration, Discovery, Document, Publishing, Template
- Taxonomie: Kategorisierung/Indexierung
- Informationsmanagement: Knowledge-Repositories (Templates, Metadaten, Content, Benutzer, Rechteverwaltung etc.)
- Quellen: Texte im Dateisystem, Internet/Intranet, Personen-Verzeichnisse, E-Mail, Datenbanken, Dokumentenarchive, audiovisuelle Daten

## Beispiele
Pharmaunternehmen benötigen den Zugang zu unterschiedlichen Biotechnologie-Datenbanken, um qualifizierte Entscheidungen treffen zu können.
Beispiele für Knowledge-Management-Systeme:
- Life Sciences DiscoveryLink (IBM)
- Siemens Com ShareNet (Siemens AG)
- Knowledge-Tools Uni Viadrina (Knowledge-Tools AG, Schweiz)